# Пархимовцы
Пархи́мовцы (бел. Пархімаўцы) — агрогородок в Берестовицком районе Гродненской области Белоруссии.
Входит в состав Берестовицкого сельсовета.
Расположен в восточной части района. Расстояние до районного центра Большая Берестовица по автодороге — 7 км и до железнодорожной станции Берестовица — 15 км (линия Мосты — Берестовица). Ближайшие населённые пункты — Данилки, Долбенки, Каленики. Площадь занимаемой территории составляет 0,9515 км², протяжённость границ 7215 м.

## Название
Название говорит, что поселение основали потомки человека по имени Пархим, либо люди, подвластные ему.

## История
Пархимовцы отмечены на карте Шуберта (середина XIX века). В 1890 году числились в составе Велико-Берестовицкой волости Гродненского уезда Гродненской губернии как деревня и фольварк, принадлежавший Ключевским. К деревне было приписано 297 десятин земли, а к фольварку — 313. По описи 1897 года числились как имение и деревня. Имение насчитывало 45 жителей; деревня — 35 дворов, 213 жителей, зерновую и хозяйственную лавки. На 1905 год — деревня и имение, насчитывавшие 209 жителей деревни и 35 жителей имения. В 1914 году — 255 жителей деревни. С августа 1915 по 1 января 1919 года входили в зону оккупации кайзеровской Германии. Затем, после похода Красной армии, в составе ССРБ. В феврале 1919 года в ходе советско-польской войны заняты польскими войсками, а с 1920 по 1921 год войсками Красной Армии.
После подписания Рижского договора, в 1921 году Западная Белоруссия отошла к Польской Республике и Пархимовцы были включены в состав новообразованной сельской гмины Велька-Бжостовица Гродненского повета Белостокского воеводства. В 1924 году числились как деревня и фольварк, насчитывавшие 30 дымов (дворов) и 159 душ (75 мужчин и 84 женщины), 6 дымов и 55 душ (21 мужчину и 34 женщины), соответственно. Из них 6 католиков и 153 православных в деревне и 18 католиков и 37 православных на фольварке; 7 поляков и 152 белоруса, 23 поляка и 32 белоруса, соответственно.
В 1939 году, согласно секретному протоколу, заключённому между СССР и Германией, Западная Белоруссия оказалась в сфере интересов советского государства и её территорию заняли войска Красной армии. В 1940 году Пархимовцы вошли в состав новообразованного Данилковского сельсовета Крынковского района Белостокской области БССР. 
С июня 1941 по июль 1944 года оккупировано немецкими войсками. Деревня потеряла 12 жителей, погибших на фронте и в партизанской борьбе, в честь которых в 1968 году поставили памятник. С 20 сентября 1944 года в Берестовицком районе. 
В 1959 году насчитывала 264 жителя. С 25 декабря 1962 года по 30 июля 1966 входила в состав Свислочского района. В 1970 году насчитывала 281 жителя. С 12 ноября 1973 года являлась центром Пархимовского сельсовета. 
На 1998 год насчитывала 170 дворов и 513 жителей, базовую школу, детский сад, Дом культуры, библиотеку, фельдшерско-акушерский пункт, почтовое отделение, 2 магазина. 
С 1944 по 1955 год в колхозе «имени Ленина», затем до 20 июня 2003 года в составе колхоза «имени М. Горького» (бел. iмя М. Горкага).
5 мая 2010 года присвоен статус агрогородка. 
18 октября 2013 года переведены в состав Берестовицкого сельсовета.

## Население
| 1897 | 1905 | 1914 | 1924 | 1959 | 1970 | 1998 | 1999 | 2009 | 2015 |
| ---- | ---- | ---- | ---- | ---- | ---- | ---- | ---- | ---- | ---- |
| 258  | 244  | 255  | 214  | 264  | 281  | 513  | 518  | 484  | 520  |

## Транспорт
Через агрогородок проходят автодороги местного значения:
- Н6225 Старинцы—Жукевичи—Большие Эйсмонты;
- Н6230 Пархимовцы—Кончаны—Малая Берестовица.